# Pol Espargaró
Pol Espargaró Villà (Granollers, Barcelona, 10 de junio de 1991) es un piloto de motociclismo español y colaborador en programas de televisión. Fue campeón del Campeonato del Mundo de Motociclismo de Moto2 en 2013, tras resultar subcampeón en 2012. Ganó las 8 Horas de Suzuka en 2015 y 2016 con una Yamaha YZF-R1. Desde 2014 hasta 2023 compitió en la categoría de MotoGP, resultando quinto en 2020 como mejor resultado. Desde 2024, tras quedarse sin equipo en la máxima categoría, es piloto de pruebas del Red Bull KTM Factory Racing y presentador en las retransmisiones televisivas en DAZN. 
En enero de 2025 se estrenó como participante del reality show de repostería Bake off: famosos al horno, en La 1 de RTVE.
Es dos años menor que Aleix Espargaró (n. 1989), su hermano, que también es piloto de motociclismo.

## Biografía

### Primeros años
Su afición a las motos empezó a los dos años. Casi montaba en moto antes de aprender a andar. En 1997 disputa su primera carrera en la modalidad de Enduro, disciplina del motociclismo que nació como híbrido entre el trial y el motocross.

### 2008
Después de correr en solitario el año pasado sobre una RS de Aprilia en el equipo Belson Campetella, vuelve esta temporada a Derbi, montando en esta ocasión una RSA de 2T monociclíndrica, y teniendo como compañero de equipo a Joan Olivé.
En la primera prueba celebrada el 9 de marzo en el circuito de Losail en Catar, consiguió la octava plaza después de haber partido en la posición dieciocho de la parrilla de salida. En la segunda prueba celebrada el 30 de marzo en el Circuito de Jerez, consiguió la decimocuarta plaza habiendo salido desde la posición diecisiete. En la tercera prueba celebrada el 13 de abril en el Circuito de Estoril en Portugal, consiguió la decimotercera plaza tras salir en la posición veintiuna. En la cuarta prueba, el 4 de mayo, en el Gran Premio Pramac, último a celebrar en Shanghái (China), y bajo la lluvia, consigue un cuarto puesto, mejorando en tres posiciones su punto de partida que fue el séptimo. Los pobres resultados cosechados hasta el momento hicieron aconsejar el cambio, entre otros, de la amortiguación delantera por el de la moto utilizada por él anteriormente. A partir de esta carrera los resultados mejoraron drásticamente. La quinta carrera, celebrada el 18 de mayo en el circuito de Bugatti, de Le Mans en Francia, fue suspendida a falta de cinco vueltas a causa de la lluvia. Salió en la décima posición en la primera parte, remontando desde el puesto dieciséis al primer paso por meta hasta el grupo de cabeza, marcando varias veces vuelta rápida, consiguiendo en la nueve el mejor crono de la carrera con 1´43.918, con una velocidad media de 144,979 km/h. Sale también el décimo en la reanudación terminando en cuarta posición.
El 1 de junio, en el Autódromo Internazionale del Mugello, en Scarperia, Italia, consigue el segundo podio de su carrera mundialista, y primero de esta temporada, al obtener la tercera plaza en esta sexta carrera y a mitad de la carrera se le metió una abeja en el mono y le empezó a picar y fue perdiendo puestos pero abrió un poco su mono para que saliese la abeja y después de 3 vueltas la abeja salió del mono y empezó Pol a remontar. Su cuarta posición en la parrilla de salida después de unos excelentes entrenamientos el viernes y sábado, así como en el warm-up del día de la carrera, hacían prever este gran resultado.
En el Circuito de Cataluña, situado en Montmeló, a escasos once kilómetros de su ciudad natal, donde también reside en la actualidad, se celebró, el 8 de junio, la séptima prueba del mundial. Haciendo honor a su mascota, da un gran salto en su carrera deportiva al obtener la "pole position" por vez primera, subiendo, también por primera vez, al segundo peldaño del podio.
El 21 de junio, durante los entrenamientos libres de la segunda jornada del Gran Premio de Gran Bretaña, en el circuito de Donington Park, octava prueba del mundial, el piloto catalán se rompió la clavícula tras una fuerte caída. Fue examinado por el doctor Xavier Mir en la Clínica Dexeus de Barcelona apreciándosele una fractura incompleta o en tallo verde de la clavícula izquierda donde ya tuvo una lesión anteriormente. No pasa por el quirófano para evitar el uso de placas que puedan afectar al cartílago de crecimiento, al contrario que en el caso de otro joven piloto, Marc Márquez, que sí las necesitó en su momento. Pol necesita al menos de un par de semanas de descanso para recuperarse de la lesión.
Todavía recuperándose de su lesión no participó en el Gran Premio de los Países Bajos de Motociclismo el 28 de junio.
Una caída en los segundos entrenamientos de calificación para la décima prueba a celebrar en Sachsenring, Alemania, no le dejaron mejorar la decimoquinta plaza en la parrilla de salida. Todavía renqueante de su lesión, en la carrera celebrada el 13 de julio, solo pudo conseguir la posición diecisiete.
El 17 de agosto, en la undécima carrera celebrada en Kyvalka, a 16 km de Brno, República Checa, sale desde la séptima posición, llegando el octavo al final.
Un avería en el radiador le obligó a abandonar en la decimotercera vuelta del Gran Premio de San Marino celebrado en Misano, a 25 km de Rímini, Italia. Salía desde un excelente tercer puesto de parrilla en la decimosegunda prueba del año, pero el decimoquinto tiempo conseguido por la mañana en el warm up hacía prever alguna dificultad.
En Indianápolis, Estados Unidos, se celebraba por primera vez, el 14 de septiembre, una prueba del campeonato mundial de moto GP. Pol consigue la primera "pole" del circuito, segunda vez esta temporada y de su todavía corta, pero fecunda, carrera. La prueba empezó con amenaza de lluvia y Pol tomó la delantera en las primeras vueltas. Poco después de ser superado por Nico Terol, empezaba a lloviznar. En la vuelta diecisiete, Pol alcanza y supera a Nico en la línea de meta. Entonces se suspende la carrera a causa de la lluvia. Momentos de confusión sobre el vencedor. Pero como la última vuelta completada por todos los pilotos había sido la dieciséis, Pol queda finalmente en segunda posición.
Habiendo salido desde la octava posición, una inoportuna caída en la primera vuelta de la carrera celebrada en el circuito de Motegi, Japón, el 28 de septiembre, no le permitió seguir en pista, truncando así lo que parecía una vuelta a los puestos de cabeza.
En la decimoquinta prueba celebrada en Phillip Island, Australia, el 5 de octubre, Pol consiguió en los entrenamientos de clasificación la posición dieciséis. Una caída de Dani Webb, en el calentamiento anterior a la carrera permitió a Pol salir desde el puesto quince. Tras una buena carrera consiguió llegar el quinto, venciendo al sprint a cuatro pilotos más que iban en su mismo grupo. En los calentamientos del viernes anterior sufrió una caída en la que sufrió unas pequeñas fracturas en la falange media del segundo y tercer dedo de la mano derecha, según confirmó posteriormente el doctor Xavier Mir en la Clínica Dexeus de Barcelona. Un buen tratamiento de fisioterapia con parafina le permitirá, después de las dudas iniciales, participar en la siguiente carrera.
El 19 de octubre se celebra en el Circuito Internacional de Sepang el Gran Premio de Malasia. Este circuito está situado a unos 60 km de Kuala Lumpur, Malasia. Pol consigue el cuarto puesta en la parrilla de salida aunque solo puede acabar sexto en carrera, en la penúltima prueba del campeonato.
La última carrera de la temporada, el 26 de octubre, es el Gran Premio de la Comunidad Valenciana, que se celebra en el Circuito Ricardo Tormo, cercano a Cheste. En los entrenamientos de clasificación del sábado, a falta de 18 minutos sufre una aparatosa caída que le mantiene conmocionado unos momentos. Tras parar los entrenos, es llevado a la Clínica Mobile, en donde el Doctor Costa aprecia un fuerte golpe en la barbilla sin encontrar rotura alguna. Al día siguiente Pol parece algo mareado con problemas de visión en un ojo, que aconsejan su no participación en la prueba.

### 2009
Una vez confirmado el abandono de Dani Amatriaín como mánager del equipo al disolver su empresa Motosport48, y ante la pasividad de Alberto Puig, ha sido Karlos Arguiñano, socio fundador de Bainet, empresa vasca vinculada al mundo de la comunicación, uno de los que han tomado la responsabilidad de que el equipo Derbi siga adelante esta temporada, sumando además un tercer piloto a la escudería: Efrén Vázquez. Contando con la ayuda de Ginés Girado, y con el nombramiento de Pedro Quijada como director general de Derbi Nacional Motor, la continuidad está asegurada.
Comienza el mundial el 13 de abril en Losail (Catar). Sale el octavo y consigue un cuarto puesto en una carrera que es suspendida por la lluvia y en la que vale el paso por meta al final de la cuarta vuelta. Debido a las pocas vueltas disputadas, se asigna la mitad de los puntos a los pilotos.
La segunda carrera celebrada en Motegi, (Japón), el 26 de abril, tuvo como protagonista el cambio de tiempo atmosférico. Una mañana lluviosa dejó la pista húmeda. Pero el cese las precipitaciones y el comienzo de un poco de viento hacía prever el secado del asfalto a lo largo de la prueba. La estrategia a seguir respecto a los desarrollos y sobre todo la elección de los neumáticos fue determinante. Pol, que salió octavo en la parrilla, eligió neumáticos rayados, que si bien le retrasó en los primeros compases de la carrera, le sirvió a su vez para que poco a poco fuera recuperando posiciones hasta terminar tercero. De haber utilizado slicks quizás hubiera podido aspirar a mejorar su posición en el podio.
En Jerez se celebra la tercera carrera el 3 de mayo. Sale desde el puesto diez y pronto empieza a remontar puestos hasta llegar a la segunda posición. A falta de una vuelta, en la curva Ducados, la anterior a la recta de meta, es embestido por Jonas Folger, al caer este en su intento de hacer un interior, que le hace perder su segundo puesto consiguiendo finalmente en meta el séptimo lugar.
El 17 de mayo se disputa en Le Mans la cuarta carrera con ambiente algo lluvioso. En estas condiciones Pol, algo inseguro, parte desde el puesto quince. En carrera, a lo largo de la vuelta sexta cae y tiene que abandonar.
Sale el octavo en la quinta carrera celebrada en Mugello, Italia, el 31 de mayo. Problemas en la salida, que le hacen pasar el diecisiete al término de la primera vuelta. Una gran remontada le lleva a contactar con el segundo grupo de cinco pilotos en lucha por el cuarto puesto, que es el que consigue finalmente.
Mucha esperanza daba el segundo puesto en la parrilla de salida con vistas al Gran Premio de Cataluña a celebrar el 14 de junio, pero aunque empezó la prueba en cabeza, pronto empezaron los problemas hasta que en la sexta vuelta, la rotura de la cadena le obligó al abandono.
En Asen, (Países Bajos), se celebra la séptima prueba el sábado 27 de junio. En ella sale desde el octavo puesto y después de algún toque con carenados rivales, termina en novena posición.
El 6 de julio, en un hotel de San Justo Desvern, Barcelona, Pol es el padrino de la XX Liga ASOBAL 2009/10 de balonmano, sacando las bolas que configurarán la primera jornada.
En Sachsenring, Alemania, octava carrera el 19 de julio. El día anterior, los entrenos de calificación se celebraron bajo lluvia lo que hizo que Pol, aun falto de confianza en mojado por sus terribles caídas del año pasado, solo consiguiese el decimonoveno puesto. El Warm-up matutino hizo concebir esperanzas al terminar noveno. La carrera, en seco, fue otra cosa: protagonizó una extraordinaria remontada llegando en un increíble quinto puesto.
Mala suerte en la novena carrera en Donington Park, Reino Unido, el 26 de julio. Jornada de tiempo inestable, en la que Pol sale desde la séptima plaza. Empieza bien llegando a tomar la cabeza en la vuelta siete. En la decimocuarta empieza a llover cuando va al frente del grupo y consigue aumentar su ventaja. Cae en la siguiente vuelta. No obstante, vuelve a pista todavía líder cuando la organización para la prueba. Se disputa una nueva carrera a cinco vueltas, pero a pesar de salir el primero, las condiciones de lluvia no le favorecen y termina el décimo.
En los entrenamientos previos a la celebración de la décima carrera en Brno, República Checa, conseguía un primer puesto en los segundos libres, pero en los de clasificación, tras un prometedor comienzo, una rotura del motor le relegó al octavo lugar en la parrilla de salida. En el warm-up del domingo 16 de agosto volvió a caer, y aunque tuvo que salir en camilla pudo finalmente correr. Integrante del grupo de siete que iba detrás de los cuatro escapados, pudo terminar quinto en la prueba.
Primera victoria en un campeonato mundial de 125 cc en el circuito estadounidense de Indianápolis. Después de unos buenos entrenamientos para esta undécima carrera y conseguir un cuarto puesto en la parrilla de salida, el 30 de agosto de 2009 vio el primer triunfo mundialista de Pol. Una carrera que disputaron finalmente cinco corredores escapados de la talla de Bradley Smith, Simone Corsi, Nicolás Terol y Julián Simón y que entraron en ese orden detrás de él. Tras mantenerse entre el segundo y tercer puesto durante la mayoría de la prueba, adelanta a Nico Terol, líder, en la penúltima vuelta consiguiendo llegar a la meta en primera posición.
Cruz en la duodécima carrera disputada en el Circuito de Misano, Gran Premio de San Marino, el 6 de septiembre. Sale desde el sexto puesto en parrilla y una caída de Sergio Gadea a poco de empezar termina relegándole al puesto 13 en el primer paso por meta. Comienza entonces una espectacular remontada hasta llegar al primer puesto a falta de dos vueltas, adelantando sucesivamente a Scott Redding, Joan Olivé, Jonas Folger, Esteve Rabat, Sandro Cortese, Stefan Bradl, Marc Márquez, Bradley Smith, Julián Simón, Simone Corsi, Nicolás Terol y Andrea Iannone. Consigue la vuelta rápida de la carrera en el giro 20 batiendo la anterior marca de Gábor Talmácsi con un registro de 1´43.613, que es el nuevo récord del circuito, a una velocidad media de 146,830 km/h. En la última curva de la última vuelta, Andrea Iannone intenta un interior imposible, cayendo al suelo y arrastrando a Pol en la caída, que ya no puede continuar. Después de la caída y en la misma pista hubo más que palabras entre ambos pilotos, rompiendo Pol la cúpula de la moto de Andrea, respondiendo este con un cabezazo a Pol, llevando ambos el casco puesto, y que acabó con una multa de 5000 dólares al italiano. Este, tras unas declaraciones poco afortunadas sobre el incidente a la prensa, se disculpó más tarde en comunicado oficial.
Excelentes entrenamientos oficiales en los que consigue la segunda posición, para el Gran Premio de Portugal, en Estoril, en donde se celebra la decimotercera carrera del mundial, el 4 de octubre. Se mantiene de inicio en el primer grupo de hasta nueve pilotos. Poco a poco se define la carrera en un grupo de tres persiguiendo a Julián Simón, que va escapado. Una caída de Julián, hace que el trío forme la cabeza. En la antepenúltima vuelta, pasa Pol a Bradley Smith y a Sandro Cortese tomado la cabeza de la prueba, que no abandonaría hasta el final de la misma, consiguiendo la segunda victoria de su carrera. Esta vez, con la caída de Simón, tuvo la suerte que le faltó en la prueba anterior.
Primera "pole" de la temporada en los entrenamientos de clasificación para la decimocuarta prueba a celebrar en Phillip Island, Australia, el 18 de octubre. Tras liderar las primeras vueltas de la carrera, cede su puesto más tarde, pero se mantiene en el grupo de cabeza hasta que en las últimas vueltas se escapan Bradley Smith y Julián Simón, que se jugaban el título y que cayó del lado de este último al quedar primero. Pol entró en el grupo perseguidor en cuarto lugar.
Entrenamientos accidentados, ya que cayó al principio de los de clasificación y solo pudo terminar en el puesto once para la parrilla, en la carrera, decimoquinta del año, celebrada el 25 de octubre en Sepang, Malasia. Tuvo que remontar desde el principio, no pudiendo alcanzar a los dos escapados, logrando un finalmente tercer puesto.
En la decimosexta y última carrera del año celebrada en Cheste (Valencia), sale desde la octava posición. A partir de la séptima vuelta logra destacarse del grupo que persigue a Julián Simón y a Bradley Smith, aunque no logra alcanzarlos y termina finalmente en tercera posición.

### 2010

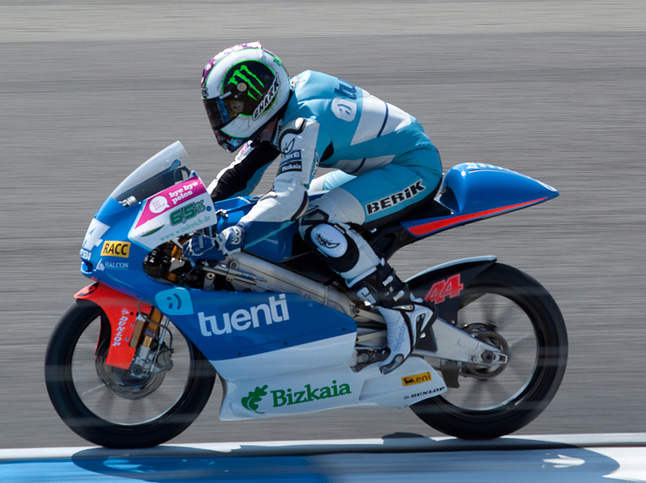
Pol Espargaró en Aragón

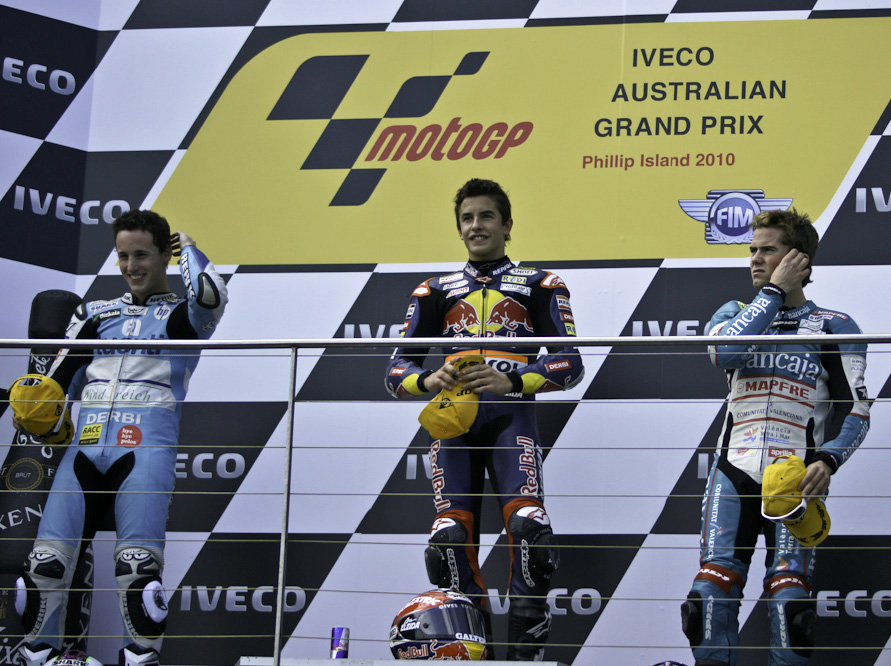
Pol Espargaró (izquierda), Marc Márquez (centro) y Nico Terol (derecha) en Philip Island 2010.

Tras el paso de Joan Olivé a la nueva categoría de moto2, quedan Pol y Efrén Vázquez como integrantes del equipo Derbi, que este año contará también, además del RACC, Viajes Halcón, BBK, Bilbao y Vizcaya, con el patrocinio de Tuenti, la red social más grande de España. Icaro Moyano, director de comunicación de Tuenti, está convencido de que esta asociación beneficiará a ambas partes. Por esta razón, este año, las "balas rojas" cambiarán del color rojo habitual al azul del nuevo patrocinador.
En la primera carrera celebrada el 11 de abril en Catar sale desde la segunda posición, quedando cuarto al final, después de una intensa lucha con Nico Terol, Efrén Vázquez y Marc Márquez, que quedaron, por ese orden, delante de él.
El Gran Premio de Japón que debería celebrarse en Motegi el 25 de abril, ha sido aplazado hasta el 3 de octubre a causa de la nube de ceniza provocada por el volcán Eyjafjalla (Islandia), que ha impedido realizar los vuelos previstos para el traslado del material necesario para las carreras, por lo que queda como segunda carrera de este año el Gran Premio de España. Celebrado en Jerez, el 2 de mayo, tenía de partida a Pol desde el segundo puesto de la parrilla. Ha sido una lucha por la victoria entre cinco corredores españoles. Después de la caída de Marc Márquez y Efrén Vázquez, y habieno dejado a Tito Rabat, el final fue un mano a mano con Nico Terol al que finalmente pudo superar Pol consiguiendo ganar su primera carrera de la temporada, tercera dentro de un mundial.
La tercera carrera se celebró en Le Mans con sol, después de varios años de lluvia, el 23 de mayo. Vuelve a salir segundo por tercera vez consecutiva y consigue su segunda victoria sucesiva en dura lucha con Nico Terol al que tuvo que cazar después de una salida fulgurante del valenciano. Varias vueltas solos en cabeza hasta que al final consigue escaparse Pol lo suficiente para ganar.
En el Circuito de Mugello, se celebra el 6 de junio la cuarta carrera. Una vez más sale segundo y después de neutralizar la escapada de Nico Terol, ambos son alcanzados por Marc Márquez y Bradley Smith. Estos cuatro se juegan la victoria y Pol termina tercero.
Quinta carrera disputada el 20 de junio en el Circuito de Silverstone, Gran Bretaña, que vuelve al Campeonato mundial de motociclismo después de 24 años de ausencia. Sale Pol desde la tercera posición en una carrera que, después de las primeras vueltas, ha sido un mano a mano con Marc Márquez, con dos últimas vueltas trepidantes entre ambos y que la salida de pista de Pol en la penúltima curva de la última vuelta le relega a la segunda posición. No obstante, Pol lidera por primera vez en su vida el mundial además de haber conseguido vuelta rápida en el decimocuarto giro con un tiempo de 2´13.781.
Sexta carrera celebrada el 26 de junio en el Circuito de Assen, Holanda. Sale el cuarto, pero lo hace mal y tiene que remontar, pero solo consigue hacerlo hasta la tercera posición, que ya no abandona hasta el final de la prueba.
En Montmeló, séptima carrera celebrada el 4 de julio, sale segundo, queda tercero y pierde el liderato del mundial a favor de Marc Márquez, que lo aventaja en 1 punto.
Octava carrera en el circuito de Sachsenring, Alemania disputada el 18 de julio. Sale de la segunda posición y tras unas primeras vueltas dudosas debido al agua caída, aunque la prueba se celebró sin lluvia, disputó la victoria en solitario con Marc Márquez, pero en la antepenúltima vuelta pisa la hierba con el neumático trasero y se fue al suelo. Intentó continuar, pero finalmente tuvo que retirarse.
Sale en tercer lugar en la novena carrera celebrada el 15 de agosto en el Autódromo de Brno, República Checa. Carrera declarada en lluvia, que aconsejó llevar neumáticos de agua, pero en la que al final no llegó a llover. Pol terminó en segunda posición detrás de Nico Terol, que se escapó de forma inalcanzable.
Décima carrera el 29 de agosto en Indianápolis, Estados Unidos, en la que sale el quinto y termina el tercero. En otra competición celebrada también en Indianápolis ha fallecido en accidente durante una carrera el piloto norteamericano de 13 años Peter Lenz.
El 5 de septiembre se celebra el Gran Premio de San Marino, en el Circuito de Misano, undécima carrera del año. Sale cuarto en parrilla y se mantiene en la lucha por la victoria con Marc Márquez y Nico Terol, pero poco a poco va cediendo terreno hasta quedar sexto en la meta. Hoy aquí hay que lamentar el fallecimiento a los 19 años del piloto de Moto 2 Shoya Tomizawa en accidente ocurrido en carrera.
En Alcañiz, el 19 de septiembre se celebró el Gran Premio de Aragón, duodécima carrera, en las nuevas instalaciones de Motorland. Sale Pol desde la quinta posición, y después de la caída de Marc Márquez, se juega la carrera con Nico Terol al que adelanta en la penúltima curva para conseguir la victoria.
El 3 de octubre, en la decimotercera carrera celebrada en Motegi, Japón, sale Pol desde la séptima posición y consigue llegar a meta en el cuarto lugar.
La decimocuarta prueba se celebró en Sepang, Malasia, el 10 de octubre, en la que Pol salió en cuarta posición. En la carrera, se escapó junto a Marc Márquez y Nico Terol a los que más tarde se unieron Efrén Vázquez, Sandro Cortese y Bradley Smith, los cuales vueltas después se descolgarían. Un poco más tarde se escapa Marc y Pol va en su busca adelantando a Nico, pero no llega a alcanzarle, terminando la carrera en segunda posición.
Carrera, similar a la anterior, la decimoquinta celebrada el 17 de octubre en Phillip Island, Australia, en la que Pol vuelve a quedar segundo detrás de Marc Márquez y delante de Nico Terol.
Accidentada carrera la decimosexta, celebrada en Estoril, el 31 de octubre. Al no poderse celebrar los entrenos de clasificación por la lluvia, tuvo que formarse la parrilla con los resultados combinados de los libres, que le otorgaron a Pol el puesto doce. Una mala salida le relegó a una cuarta posición después de varios adelantamientos, pero muy alejado de los tres primeros, entre los que estaban Marc Márquez y Nico Terol. Antes de completarse los dos tercios de carrera hubo que detenerla por la lluvia. En la segunda carrera, a nueve vueltas, sale el cuarto, con ruedas de lluvia en una decisión arriesgada, que al no llover, le perjudicó, llegando décimo a meta.

### MotoGP (2014-2023)

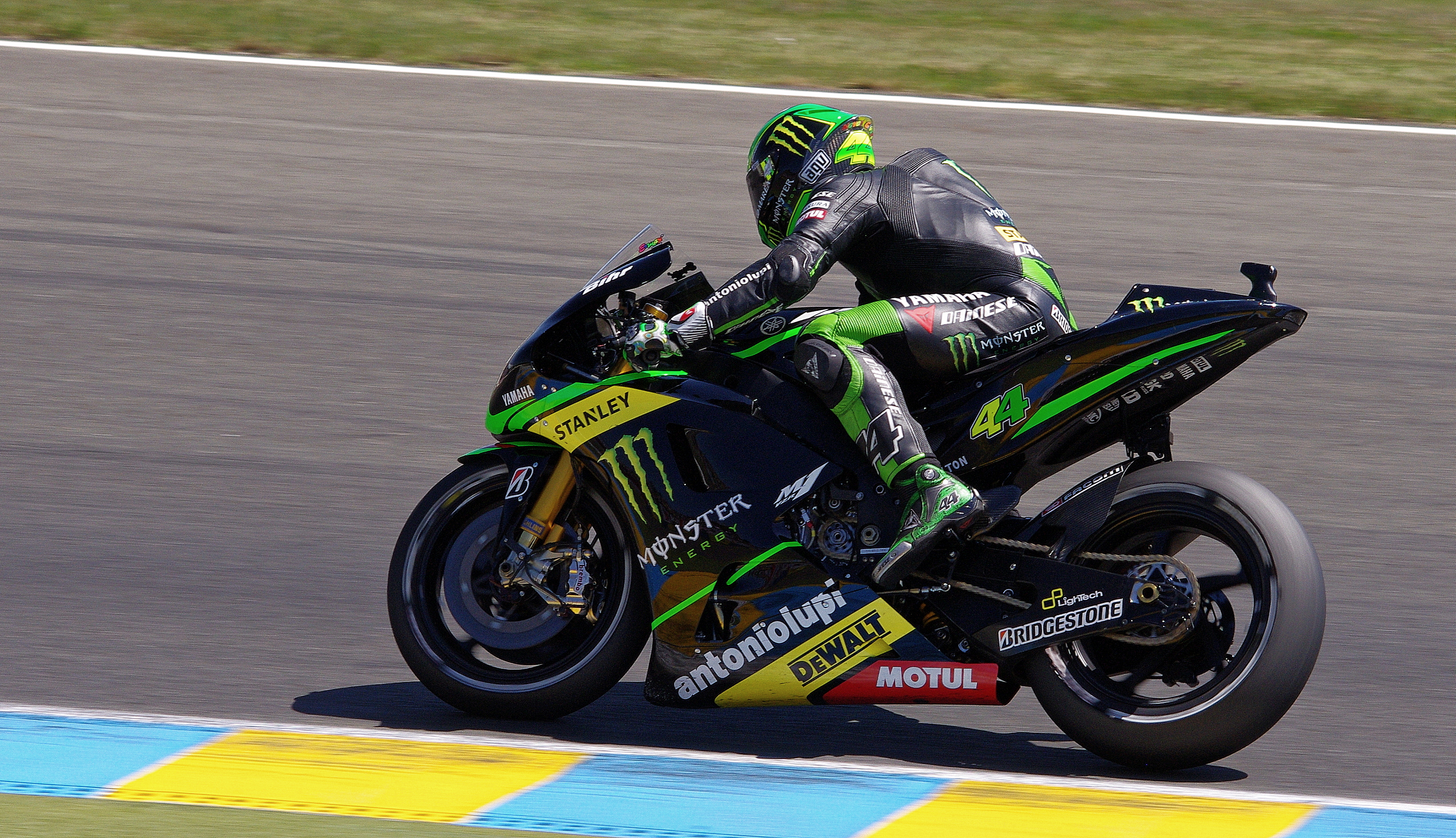
Espargaró en su primer año en MotoGP en 2014.

A finales de 2013, se dio a conocer que competiría los 2 años siguientes a los mandos de la Monster Yamaha Tech3 de MotoGP.
A mediados de 2016 se confirmó su cambio de equipo, fichando por la marca austriaca KTM. Durante su primera temporada en KTM, se anunció su renovación para 2018 junto con su compañero Bradley Smith. Durante el GP de la República Checa, sufrió una caída durante el warn up lap que le provocó una fractura de clavícula izquierda. Semanas después, volvió a fractura esa misma clavícula durante el GP de Aragón. Es en su segunda temporada en KTM y su quinta general en MotoGP, cuando logra su primer podio en la máxima categoría, quedando tercero en el GP de Valencia. Este podio además supone el que es hasta la fecha el primer y único podio conseguido por KTM en su historia en MotoGP.
Para la temporada 2019 KTM anunció que su compañero será Johann Zarco, que ocuparía el lugar de Bradley Smith, y la contratación como piloto de pruebas de Dani Pedrosa, confirmando el paso adelante que toma su escudería.
El 13 de julio de 2020 Honda Racing Corporation hizo oficial el fichaje de Pol Espargaró Villà para las temporadas 2021 y 2022, ocupando así el asiento de Álex Márquez en el equipo Repsol Honda Team el cual pasará a formar parte del equipo Team LCR de Lucio Cecchinello a partir de 2021.
El año 2023 comienza con un accidente muy grave en los segundos test del Gran Premio de Portugal que provoca la fractura de 8 huesos además de diversos problemas en el sistema nervioso. Este accidente afecta a la temporada 2023 (Pol vuelve a competir sólo en el Gran Premio de Silverstone, en agosto, tras un parón de seis meses), pero también al resto de su carrera. KTM decide fichar a Pedro Acosta en 2024 y ofrecerle a Espargaró un lugar como piloto probador y embajador de la marca.

## Títulos
- 2000: Campeón de Cataluña Conti (Velocidad) y Supermotard Copa Rieju.
- 2004: Campeón de Cataluña de Velocidad en 125 cc.
- 2006: Campeón de España de 125cc. con Derbi, después de ganar las cinco primeras carreras y a falta de dos.
- Debutó en 2006 en el Campeonato del Mundo de 125 cc. acabando en 13.ª posición, convirtiéndose en el piloto más joven de la historia del motociclismo en puntuar en una prueba oficial.
- En 2007 logra un 4.º puesto en Jerez y dos 5.º puestos en el Circuito de Cataluña, su casa, y en Assen.
- El primer podio que conoció Polyccio fue el de Estoril en 2007. Tras una carrera brillante en la que llegó a rodar delante de los "mayores" de la categoría durante cinco vueltas e incluso poner algo de tierra de por medio. Pero tanto como Héctor Faubel (ganador de la prueba), como Gábor Talmácsi (segundo) le adelantaron a falta de pocas vueltas para la conclusión del Gran Premio.
- En 2013 se proclama Campeón del Mundo de Moto2
- En 2015 se alza con el título de campeón de las 8 Horas de Suzuka corriendo para el equipo oficial Yamaha y formando equipo junto con Katsuyuki Nakasuga y su compañero en MotoGP Bradley Smith

## Resultados

### Campeonato del Mundo de Motociclismo
Sistema de puntuación de 1993 hasta 2022:
| Posición | 1.º | 2.º | 3.º | 4.º | 5.º | 6.º | 7.º | 8.º | 9.º | 10.º | 11.º | 12.º | 13.º | 14.º | 15.º |
| Puntos   | 25  | 20  | 16  | 13  | 11  | 10  | 9   | 8   | 7   | 6    | 5    | 4    | 3    | 2    | 1    |

#### Por categoría
| Cat.   | Temporadas    | 1.er Gran Premio | 1.er Podio        | 1.ª Victoria      | Carreras | Victorias | Podios | Poles | V.Ráp. | Pts.   | CM |
| ------ | ------------- | ---------------- | ----------------- | ----------------- | -------- | --------- | ------ | ----- | ------ | ------ | -- |
| 125 cc | 2006–2010     | Cataluña 2006    | Portugal 2007     | Indianápolis 2009 | 72       | 5         | 21     | 3     | 5      | 708.5  | 0  |
| Moto2  | 2011–2013     | Catar 2011       | Indianápolis 2011 | España 2012       | 51       | 10        | 23     | 14    | 10     | 609    | 1  |
| MotoGP | 2014–Presente | Catar 2014       | Valencia 2018     |                   | 149      | 0         | 8      | 3     | 1      | 851    | 0  |
| Total  | 2006–Presente | 2006–Presente    | 2006–Presente     | 2006–Presente     | 283      | 15        | 52     | 20    | 16     | 2119.5 | 1  |

#### Por temporada
| Temp.   | Cat.   | Moto           | Equipo                      | N.º   | Carreras | Victorias | Podios | Poles | V.Ráp. | Pts.   | Pos. |
| ------- | ------ | -------------- | --------------------------- | ----- | -------- | --------- | ------ | ----- | ------ | ------ | ---- |
| 2006    | 125cc  | Derbi          | Campetella Racing Junior    | 42    | 7        | 0         | 0      | 0     | 0      | 19     | 20.º |
| 2006    | 125cc  | Derbi          | RACC Derbi                  | 92    | 7        | 0         | 0      | 0     | 0      | 19     | 20.º |
| 2007    | 125cc  | Aprilia RS125R | Belson Campetella Racing    | 44    | 17       | 0         | 1      | 0     | 0      | 110    | 9.º  |
| 2008    | 125cc  | Derbi          | Belson Derbi                | 44    | 15       | 0         | 3      | 2     | 1      | 124    | 9.º  |
| 2009    | 125cc  | Derbi          | Derbi Racing Team           | 44    | 16       | 2         | 5      | 1     | 1      | 174.5  | 4.º  |
| 2010    | 125cc  | Derbi          | Tuenti Racing               | 44    | 17       | 3         | 12     | 0     | 3      | 281    | 3.º  |
| 2011    | Moto2  | FTR-Honda      | HP Tuenti Speed Up          | 44    | 17       | 0         | 2      | 0     | 1      | 75     | 13.º |
| 2012    | Moto2  | Kalex-Honda    | Pons HPTuenti40             | 40    | 17       | 4         | 11     | 8     | 5      | 269    | 2.º  |
| 2013    | Moto2  | Kalex-Honda    | Pons HPTuenti40             | 40    | 17       | 6         | 10     | 6     | 4      | 265    | 1.º  |
| 2014    | MotoGP | Yamaha YZR-M1  | Monster Yamaha Tech3        | 44    | 18       | 0         | 0      | 0     | 0      | 136    | 6.º  |
| 2015    | MotoGP | Yamaha YZR-M1  | Monster Yamaha Tech3        | 44    | 18       | 0         | 0      | 0     | 0      | 114    | 9.º  |
| 2016    | MotoGP | Yamaha YZR-M1  | Monster Yamaha Tech3        | 44    | 18       | 0         | 0      | 0     | 0      | 134    | 8.º  |
| 2017    | MotoGP | KTM RC16       | Red Bull KTM Factory Racing | 44    | 18       | 0         | 0      | 0     | 0      | 55     | 17.º |
| 2018    | MotoGP | KTM RC16       | Red Bull KTM Factory Racing | 44    | 15       | 0         | 1      | 0     | 0      | 51     | 14.º |
| 2019    | MotoGP | KTM RC16       | Red Bull KTM Factory Racing | 44    | 18       | 0         | 0      | 0     | 0      | 100    | 11.º |
| 2020    | MotoGP | KTM RC16       | Red Bull KTM Factory Racing | 44    | 14       | 0         | 5      | 2     | 1      | 135    | 5.º  |
| 2021    | MotoGP | Honda RC213V   | Repsol Honda Team           | 44    | 17       | 0         | 1      | 1     | 0      | 100    | 12.º |
| 2022    | MotoGP | Honda RC213V   | Repsol Honda Team           | 44    | 20       | 0         | 1      | 0     | 0      | 56     | 16.º |
| 2023    | MotoGP | KTM RC16       | GasGas Factory Racing Tech3 | 44    | 12       | 0         | 0      | 0     | 0      | 15     | 23.º |
| 2024    | MotoGP | KTM RC16       | Red Bull KTM Factory Racing | 44    | 2        | 0         | 0      | 0     | 0      | 6      | 23.º |
| 2025    | MotoGP | KTM RC16       | Red Bull KTM Tech3          | 44    |          |           |        |       |        | *      | *    |
| Total   | Total  | Total          | Total                       | Total | 283      | 15        | 52     | 20    | 16     | 2119.5 |      |
| Fuente: |        |                |                             |       |          |           |        |       |        |        |      |

- * Temporada en curso.

#### Carreras por año
| Año  | Cat.   | Moto    | 1       | 2       | 3       | 4       | 5       | 6       | 7        | 8       | 9        | 10      | 11      | 12        | 13        | 14       | 15        | 16      | 17       | 18      | 19       | 20      | 21  | 22  | Pos. | Pts.  |
| ---- | ------ | ------- | ------- | ------- | ------- | ------- | ------- | ------- | -------- | ------- | -------- | ------- | ------- | --------- | --------- | -------- | --------- | ------- | -------- | ------- | -------- | ------- | --- | --- | ---- | ----- |
| 2006 | 125cc  | Derbi   | SPA     | QAT     | TUR     | CHN     | FRA     | ITA     | CAT 13   | NED     | GBR      | GER     | CZE Ret | MAL 14    | AUS 16    | JPN 19   | POR 12    | VAL 6   |          |         |          |         |     |     | 20.º | 19    |
| 2007 | 125cc  | Aprilia | QAT 7   | SPA 4   | TUR 11  | CHN 9   | FRA 11  | ITA 9   | CAT 5    | GBR Ret | NED 11   | GER Ret | CZE 6   | RSM 5     | POR 3     | JPN Ret  | AUS 11    | MAL Ret | VAL 10   |         |          |         |     |     | 9.º  | 110   |
| 2008 | 125cc  | Derbi   | QAT 8   | SPA 14  | POR 13  | CHN 4   | FRA 4   | ITA 3   | CAT 2    | GBR DNS | NED      | GER 17  | CZE 8   | RSM Ret   | IND 2     | JPN Ret  | AUS 5     | MAL 6   | VAL DNS  |         |          |         |     |     | 9.º  | 124   |
| 2009 | 125cc  | Derbi   | QAT 4   | JPN 3   | SPA 7   | FRA Ret | ITA 4   | CAT Ret | NED 9    | GER 5   | GBR 10   | CZE 5   | IND 1   | RSM Ret   | POR 1     | AUS 4    | MAL 3     | VAL 3   |          |         |          |         |     |     | 4.º  | 174.5 |
| 2010 | 125cc  | Derbi   | QAT 4   | SPA 1   | FRA 1   | ITA 3   | GBR 2   | NED 3   | CAT 3    | GER Ret | CZE 2    | IND 3   | RSM 6   | ARA 1     | JPN 4     | MAL 2    | AUS 2     | POR 10  | VAL 2    |         |          |         |     |     | 3.º  | 281   |
| 2011 | Moto2  | FTR     | QAT 22  | SPA 20  | POR 6   | FRA 13  | CAT 16  | GBR Ret | NED Ret  | ITA 28  | GER 13   | CZE 16  | IND 2   | RSM 9     | ARA 14    | JPN 15   | AUS 5     | MAL 3   | VAL 14   |         |          |         |     |     | 13.º | 75    |
| 2012 | Moto2  | Kalex   | QAT 3   | SPA 1   | POR 2   | FRA 6   | CAT Ret | GBR 1   | NED Ret  | GER 4   | ITA 2    | IND 2   | CZE 3   | RSM 2     | ARA 1     | JPN 2    | MAL 11    | AUS 1   | VAL 8    |         |          |         |     |     | 2.º  | 269   |
| 2013 | Moto2  | Kalex   | QAT 1   | AME Ret | SPA 3   | FRA 19  | ITA 4   | CAT 1   | NED 1    | GER 3   | IND 4    | CZE 4   | GBR 8   | RSM 1     | ARA 3     | MAL 2    | AUS 1     | JPN 1   | VAL 29   |         |          |         |     |     | 1.º  | 265   |
| 2014 | MotoGP | Yamaha  | QAT Ret | AME 6   | ARG 8   | SPA 9   | FRA 4   | ITA 5   | CAT 7    | NED Ret | GER 7    | IND 5   | CZE Ret | GBR 6     | RSM 6     | ARA 6    | JPN 8     | AUS Ret | MAL 6    | VAL 6   |          |         |     |     | 6.º  | 136   |
| 2015 | MotoGP | Yamaha  | QAT 9   | AME Ret | ARG 8   | SPA 5   | FRA 7   | ITA 6   | CAT Ret  | NED 5   | GER 8    | IND 7   | CZE 8   | GBR Ret   | RSM Ret   | ARA 9    | JPN Ret   | AUS 8   | MAL 9    | VAL 5   |          |         |     |     | 9.º  | 114   |
| 2016 | MotoGP | Yamaha  | QAT 7   | ARG 6   | AME 7   | SPA 8   | FRA 5   | ITA 15  | CAT 5    | NED 4   | GER Ret  | AUT 10  | CZE 13  | GBR DNS   | RSM 9     | ARA 8    | JPN 6     | AUS 5   | MAL 9    | VAL 6   |          |         |     |     | 8.º  | 134   |
| 2017 | MotoGP | KTM     | QAT 16  | ARG 14  | AME Ret | SPA Ret | FRA 12  | ITA Ret | CAT 18   | NED 11  | GER 13   | CZE 9   | AUT Ret | GBR 11    | RSM 11    | ARA 10   | JPN 11    | AUS 9   | MAL 10   | VAL Ret |          |         |     |     | 17.º | 55    |
| 2018 | MotoGP | KTM     | QAT Ret | ARG 11  | AME 13  | SPA 11  | FRA 11  | ITA 11  | CAT 11   | NED 12  | GER Ret  | CZE DNS | AUT     | GBR       | RSM Ret   | ARA DNS  | THA 21    | JPN 13  | AUS Ret  | MAL Ret | VAL 3    |         |     |     | 14.º | 51    |
| 2019 | MotoGP | KTM     | QAT 12  | ARG 10  | AME 8   | SPA 13  | FRA 6   | ITA 9   | CAT 7    | NED 11  | GER 12   | CZE 11  | AUT Ret | GBR 9     | RSM 7     | ARA DNS  | THA 13    | JPN 11  | AUS 12   | MAL 11  | VAL 10   |         |     |     | 11.º | 100   |
| 2020 | MotoGP | KTM     | QAT C   | SPA 6   | AND 7   | CZE Ret | AUT Ret | EST 3   | RSM 10   | ERM 3   | CAT Ret  | FRA 3   | ARA 12  | TER 4     | EUR 3     | VAL 3    | POR 4     |         |          |         |          |         |     |     | 5.º  | 135   |
| 2021 | MotoGP | Honda   | QAT 8   | DOH 13  | POR Ret | SPA 10  | FRA 8   | ITA 12  | CAT Ret  | GER 10  | NED 10   | EST 16  | AUT 16  | GBR 5     | ARA 13    | RSM 7    | AME 10    | ERM 2   | ALG 6    | VAL DNS |          |         |     |     | 12.º | 100   |
| 2022 | MotoGP | Honda   | QAT 3   | INA 12  | ARG Ret | AME 13  | POR 9   | SPA 11  | FRA 11   | ITA Ret | CAT 17   | GER Ret | NED DNS | GBR 14    | AUT 16    | RSM Ret  | ARA 15    | JPN 12  | THA 14   | AUS 11  | MAL 14   | VAL Ret |     |     | 16.º | 56    |
| 2023 | MotoGP | KTM     | POR INJ | ARG INJ | AME INJ | SPA INJ | FRA INJ | ITA INJ | GER INJ  | NED INJ | GBR 1216 | AUT 166 | CAT Ret | RSM Ret16 | IND 13Ret | JPN 1511 | INA Ret17 | AUS 18C | THA 1816 | MAL 15  | QAT 1816 | VAL 14  |     |     | 23.º | 15    |
| 2024 | MotoGP | KTM     | QAT     | POR     | AME     | SPA     | FRA     | CAT     | ITA 1714 | NED     | GER      | GBR     | AUT 119 | ARA       | RSM       | ERM      | INA       | JPN     | AUS      | THA     | MAL      | SLD     |     |     | 23.º | 6     |
| 2025 | MotoGP | KTM     | THA     | ARG     | AME     | QAT     | SPA     | FRA     | GBR      | ARA     | ITA      | NED     | GER     | CZE 9     | AUT       | HUN      | CAT       | RSM     | JPN      | INA     | AUS      | MAL     | POR | VAL | 23.° | 8     |

| Color     | Resultado                                                               |
| --------- | ----------------------------------------------------------------------- |
| Oro       | Ganador                                                                 |
| Plata     | 2.ª plaza                                                               |
| Bronce    | 3.ª plaza                                                               |
| Verde     | Finalizó en los puntos                                                  |
| Azul      | Finalizó sin puntos                                                     |
| Azul      | NC - No clasificado                                                     |
| Violeta   | Ret - No terminó (Carrera)                                              |
| Rojo      | DNQ - No se clasificó                                                   |
| Negro     | DSQ - Descalificado                                                     |
| Blanco    | DNS - No empezó (carrera)                                               |
| Blanco    | WD - Retirado (fin de semana)                                           |
| Blanco    | C - Carrera cancelada                                                   |
| Sin color | DNP - Inscrito pero no participó                                        |
| Sin color | INJ - Lesionado                                                         |
| Sin color | EX - Excluido                                                           |
| Estado    | Resultado                                                               |
| Negrita   | Pole position                                                           |
| Cursiva   | Vuelta rápida                                                           |
| x         | Posición en carrera sprint                                              |
| †         | Abandona, pero clasifica al completar el porcentaje requerido para ello |

### Resultados en las 8 Horas de Suzuka
| Año  | equipo                     | Copilotos                        | Moto          | Pos. |
| ---- | -------------------------- | -------------------------------- | ------------- | ---- |
| 2015 | Yamaha Factory Racing Team | Katsuyuki Nakasuga Bradley Smith | Yamaha YZF-R1 | 1.º  |
| 2016 | Yamaha Factory Racing Team | Katsuyuki Nakasuga Alex Lowes    | Yamaha YZF-R1 | 1.º  |

## Carrera televisiva
En 2024 comienza a colaborar como comentarista deportivo en las retransmisiones de Motociclismo de la plataforma de televisión deportiva DAZN.
En noviembre de 2024 se hizo pública su participación en la grabación del concurso de telerrealidad Bake off: famosos al horno. Este espacio comenzó a emitirse en La 1 de RTVE el 12 de enero de 2025.

## Vida personal
Es hijo de Genís Espargaró y Anna Villà. Tiene un hermano mayor, también piloto de motos, Aleix Espargaró, y una hermana pequeña llamada Mariona. Mantiene una relación desde 2010 con Carlota Bertran Crous, con la cual contrajo matrimonio el 21 de julio de 2018. Tienen dos hijas: Alexandra (marzo de 2020) y Nicole (septiembre de 2021).
El piloto se considera amante de los animales y tiene un husky: Eina.